# Myroniwka (obwód doniecki)
Myroniwka (ukr. Миронівка) – wieś na Ukrainie, w obwodzie donieckim, w rejonie bachmuckim. W 2001 liczyła 58 mieszkańców.